# Royal Wings
Royal Wings era una aerolínea con base en Amán (Jordania) que operaba vuelos regulares regionales y vuelos chárter. Su base de operaciones principal fue el Aeropuerto Internacional Queen Alia (AMM), Amán con una base secundaria en el Aeropuerto Internacional Rey Husein (AQJ). 

## Historia
La aerolínea fue fundada el 1 de enero de 1996 y comenzó a operar el 10 de febrero de 1996. Fue creada con el objetivo de fomentar el desarrollo local y el turismo internacional con apoyo del Príncipe Faisal bin Al Hussein. El 7 de abril de 1996 Royal Wings comenzó operando a Tel Aviv, Israel. En junio de 1996 Royal Wings se fusionó con Arab Wings con vuelos a reacción ejecutivos bajo una única dirección. Se introdujeron vuelos en helicóptero en octubre de 1999. La aerolínea es propiedad de Royal Jordanian.
El 13 de noviembre de 2018, la empresa matriz de la aerolínea, Royal Jordanian, anunció que todas las operaciones de Royal Wings finalizarían el 30 de noviembre de 2018, debido a las pérdidas posteriores y los altos costos operativos. También se anunció que el único avión operado por Royal Wings sería transferido de nuevo a Royal Jordanian. Además, 12 empleados transferidos regresaron a Royal Jordanian y 18 nuevos empleados que anteriormente estaban empleados por Royal Wings también hicieron la transferencia a la empresa matriz a fines de mes.

## Flota histórica
Royal Wings operó durante su existencia las siguientes aeronaves:
| Aeronaves                  | Total | Introducido | Retirado | Matrículas              |
| -------------------------- | ----- | ----------- | -------- | ----------------------- |
| Airbus A320-200            | 1     | 2007        | 2018     | JY-AYI                  |
| Boeing 737-300             | 1     | 2017        | 2017     | JY-SOA                  |
| De Havilland Canada Dash 8 | 3     | 1996        | 2006     | JY-RWA, JY-RWB y JY-RWD |